# Дунавски лебед (газета)
«Дунавски лебед» (болг. Дунавски лебед) — болгарська газета, що видавалася Георгієм Раковським з 1 вересня 1860 по 24 грудня 1861 в Белграді. 
«Дунавски лебед» — друга газета після «Български книжици», яку видавав Георгій Раковський. 
Газета-тижневик на чотирьох сторінках, великого формату. Містила статті на актуальну церковну, історичну й гостро-політичну тематику. Оприлюднювалися зразки фольклору («Народна българска песен»), літературні рецензії (зокрема, на переклад «Вільгельма Телля» Шиллера). 
Раковський також використовував газету для пропаганди реформ у болгарській мові. 
Значна кількість статей друкується французькою мовою, щоб впливати на громадську думку в Європі.